# Laurent Bazin
Pour les articles homonymes, voir Bazin.
Laurent Bazin, né le 31 mai 1966 à Bourg-la-Reine (Hauts-de-Seine), est un journaliste, écrivain, animateur de radio et de télévision français.
Il a notamment animé RTL Matin, la matinale de la station de radio RTL, de septembre 2012 à juin 2014, et a présenté occasionnellement l'émission C dans l'air sur France 5 entre 2011 et 2014. Actuellement, il présente à nouveau C dans l'air sur France 5 et Europe Soir sur Europe 1 de 18h à 19h depuis le 8 janvier 2018.

## Biographie
Laurent Bazin a une première expérience comme animateur sur Radio 11 Popincourt, une petite radio libre de Paris 11e en 1982, 1983, puis il fait ses débuts de journaliste sur Radio Rivage à Gagny (Seine-Saint-Denis), une radio disparue en 1987.

### 1987-1990: débuts à RTL
Diplômé de l'École supérieure de journalisme de Lille (ESJ, promotion 62), Laurent Bazin commence sa carrière de journaliste à Radio France Fréquence Nord  en 1986, puis à RTL en 1987 comme reporter dans le nord de la France.

### 1990-2004: TF1 puis LCI
En 1990, il rejoint la chaîne TF1. Grand reporter, il est correspondant à Washington (États-Unis) de 1992 à 1993, puis à Jérusalem (Israël) de 1997 à 1999.
En 1999, il intègre LCI, la chaîne d'information en continu du groupe TF1, sur laquelle il avait déjà officié en 1997 pour la présentation du journal du matin. Désormais, il présente notamment le journal de 18 h, et anime l'émission Question d'actu.

### 2004-2005: Europe 1
Au cours de la saison 2004/2005, il présente Arrêt sur Infos sur Europe 1 de 18 h 30 à 20 h, remplaçant ainsi Guillaume Durand (interviews, 18 h 30-19 h) et Michel Field (dialogue avec les auditeurs, 19 h-20 h). Il quitte la station à la fin de la saison.

### 2005-2010: i>Télé
À la rentrée 2005, Laurent Bazin rejoint la chaîne d'information en continu i>Télé. Pendant les saisons 2005/2006, 2006/2007 et 2007/2008, il présente la tranche du matin I>Matin aux côtés de Nathalie Iannetta du lundi au jeudi de 7 à 9 h. I>Matin fête sa 200e en janvier 2007. À partir de mars 2007, dans la perspective de l'élection présidentielle, il co-anime, toujours avec Nathalie Iannetta, Élysée 2007, un débat entre deux personnalités politiques, tous les mercredis entre 8 h 30 et 9 h[réf. nécessaire]. À partir de septembre 2007, I>Matin débute dès 6 h 30.
En parallèle de la matinale, il présente, à la place de Guillaume Durand, de janvier à décembre 2006, Franc Parler, une interview d'une personnalité politique en partenariat avec France Inter et Le Point (puis Le Monde à partir de la rentrée 2006) diffusée le vendredi soir à 19 h 20 (puis le lundi soir à 19 h 30 à partir de la rentrée 2006). À partir de janvier 2007, il est remplacé par Thomas Hugues.
En juin 2006, il est contacté par M6 pour remplacer Laurent Delahousse à la présentation de Secrets d'actualité, mais il reste finalement sur i>Télé.
D'octobre 2006 à janvier 2007, Laurent Bazin tient un blog sur l'actualité, politique notamment. Ce blog est extérieur à i>Télé, tout en disposant d'un lien sur le site officiel de la chaîne. En décembre 2006, à la demande de la direction d'i>Télé, Laurent Bazin supprime l’un de ses éditos,, évoquant un déjeuner collectif organisé par i>Télé réunissant la direction de la rédaction, ses journalistes politiques et Nicolas Sarkozy (ministre de l'Intérieur, président de l'UMP et candidat à la présidentielle). Sur son blog, Laurent Bazin explique le retrait de cet éditorial : « je l'ai retiré à la demande de la direction de i>Télé (dont je suis salarié) et qui ne souhaite pas que le contenu de ce déjeuner collectif avec Nicolas Sarkozy soit publié. Je le regrette. ». Si Laurent Bazin dément, la communauté des blogueurs qualifie de censure ce retrait. Fin janvier 2007, Laurent Bazin annonce sa décision de fermer son blog : « Il m'est en effet impossible de continuer l'exercice de transparence que je m'étais imposé [...] en entamant ce dialogue avec vous. Je réalise aujourd'hui, sans doute trop tard, qu'en vérité on ne peut pas "tout publier". [...] Tant que l'on est salarié, que l'on travaille avec une équipe, toute vérité n'est pas bonne à dire. C'est comme ça. Je ne voudrais pas faire les choses à moitié. Je cesse donc d'écrire. »
À la rentrée de septembre 2008, Nathalie Iannetta quitte i>Télé pour revenir sur Canal+ afin de présenter L'équipe du dimanche[réf. nécessaire]. Laurent Bazin anime la matinale de la nouvelle formule de la chaîne du lundi au vendredi de 6 à 10 h avec Sonia Chironi à la présentation des journaux.
En janvier 2009, Thomas Thouroude et Laurie Desorgher reprennent la matinale en semaine au sein de laquelle Laurent Bazin propose un éditorial à 7 h 46 suivi du match des éditorialistes à 8 h 15 puis d'une interview politique à 8 h 45. Le journaliste anime également en fin de matinée Arrêt sur infos. En septembre 2009, tout en continuant d'être présent dans la matinale, il succède à Victor Robert pour présenter le débat hebdomadaire Ça se dispute.

### 2010-2014: RTL, France 3 et France 5
En juin 2010, il quitte la chaîne i>Télé pour revenir sur la station de radio RTL. Pendant deux ans, entre 2010 et 2012, il co-anime RTL Midi, le journal de la mi-journée, et Les auditeurs ont la parole, émission de libre antenne, avec Élizabeth Martichoux,.
Pendant le mois de juillet 2011, il remplace Yves Calvi à la présentation de C dans l'air sur France 5. À la rentrée, il continue d'animer l'émission les lundis,, lorsque Yves Calvi présente Mots croisés sur France 2. En septembre 2014, il quitte l'émission et est remplacé par Caroline Roux.
En septembre 2012, il succède à Vincent Parizot à la présentation de RTL Matin, de 7 à 9 h 30. Ce dernier reprend alors le poste de Bazin à RTL Midi aux côtés d'Élizabeth Martichoux.
À la rentrée 2013, il arrive sur France 3 pour présenter une fois par mois en première partie de soirée une émission de reportages et débats : Tout peut changer. En avril 2014, à la suite d'audiences très inférieures à la moyenne de la case, l'émission n'est pas renouvelée pour une deuxième saison[réf. nécessaire].
Laurent Bazin quitte la rédaction de RTL à la fin de la saison 2013/2014. Après quatre ans d'activités au sein de la radio, il anime sa toute dernière matinale le 27 juin 2014. Il était parvenu à redonner à la matinale de RTL sa place de leader en part d'audience sur 6 des 7 vagues de sondages Médiamétrie, malgré une perte de 170 000 auditeurs sur la saison. Il explique que ce départ est son choix et que la direction lui avait proposé de présenter la matinale une troisième année. Il est remplacé à la rentrée 2014 par Yves Calvi.

### 2014-2018: Public Sénat, iTÉLÉ, TV5 Monde, Explicite puis Europe 1
À la suite du décès brutal de Benoît Duquesne en juillet 2014, Laurent Bazin arrive sur Public Sénat pour reprendre son émission Docu-Débat le samedi à 23 h en alternance avec Claire Barsacq.
À la rentrée 2015, il revient sur I-Télé pour présenter Dès 5 h, la tranche de 5 h à 7 h, en duo avec Isabelle Moreau. Il quitte la chaîne à l'issue de la saison.
À la rentrée de septembre 2016, Laurent Bazin arrive sur TV5Monde où l’ancien matinalier de RTL devient éditorialiste politique. Il interviendra pendant toute la campagne pour l’élection présidentielle dans le journal 64’, le monde en français diffusé tous les soirs à 18 heures.
En janvier 2017, il s'associe à Explicite, nouveau média fondé par une partie de ses anciens collègues démissionnaires d'I-Télé.
Le 8 janvier 2018, il succède à Christophe Hondelatte dans la tranche d'information du soir Europe Soir. Mais après une seule saison et après avoir décliné ce que lui proposait Europe 1, il annonce à l'antenne, le 28 juin 2018, qu'il cesse sa collaboration avec cette radio.

## Vie privée
Laurent Bazin est père de trois enfants. Il est le compagnon de la journaliste de RTL Alba Ventura .
Amateur de vin, il possède depuis 2009 son propre vignoble sur la commune de Sainte-Eulalie dans le département de l'Aude où il est élu municipal depuis mars 2020. Depuis 2006, il anime un blog, baptisé « Le vin de mes amis » et écrit des critiques vin dans l’hebdomadaire Le Point et la revue Gueuleton.

## Publications
- Pierre-Henri Tavoillot et Laurent Bazin, Tous paranos ? : Pourquoi nous aimons tant les complots..., La Tour-d'Aigues, Éditions de l'Aube, coll. « Monde en cours », 9 avril 2012, 138 p. (ISBN 978-2-8159-0482-7)
- Alba Ventura et Laurent Bazin, Le bal des dézingueurs, Éditions Flammarion, coll. Enquêtes, 9 mars 2016 , 300 p.  (ISBN 978-2081367708)
- Laurent Bazin, L'homme qui ne voulait pas être mon père, Éditions Robert Laffond, 2025, 315 p.  (ISBN 978-2-221-27626-6)[45]